# Hòn Đỏ (Nha Trang)

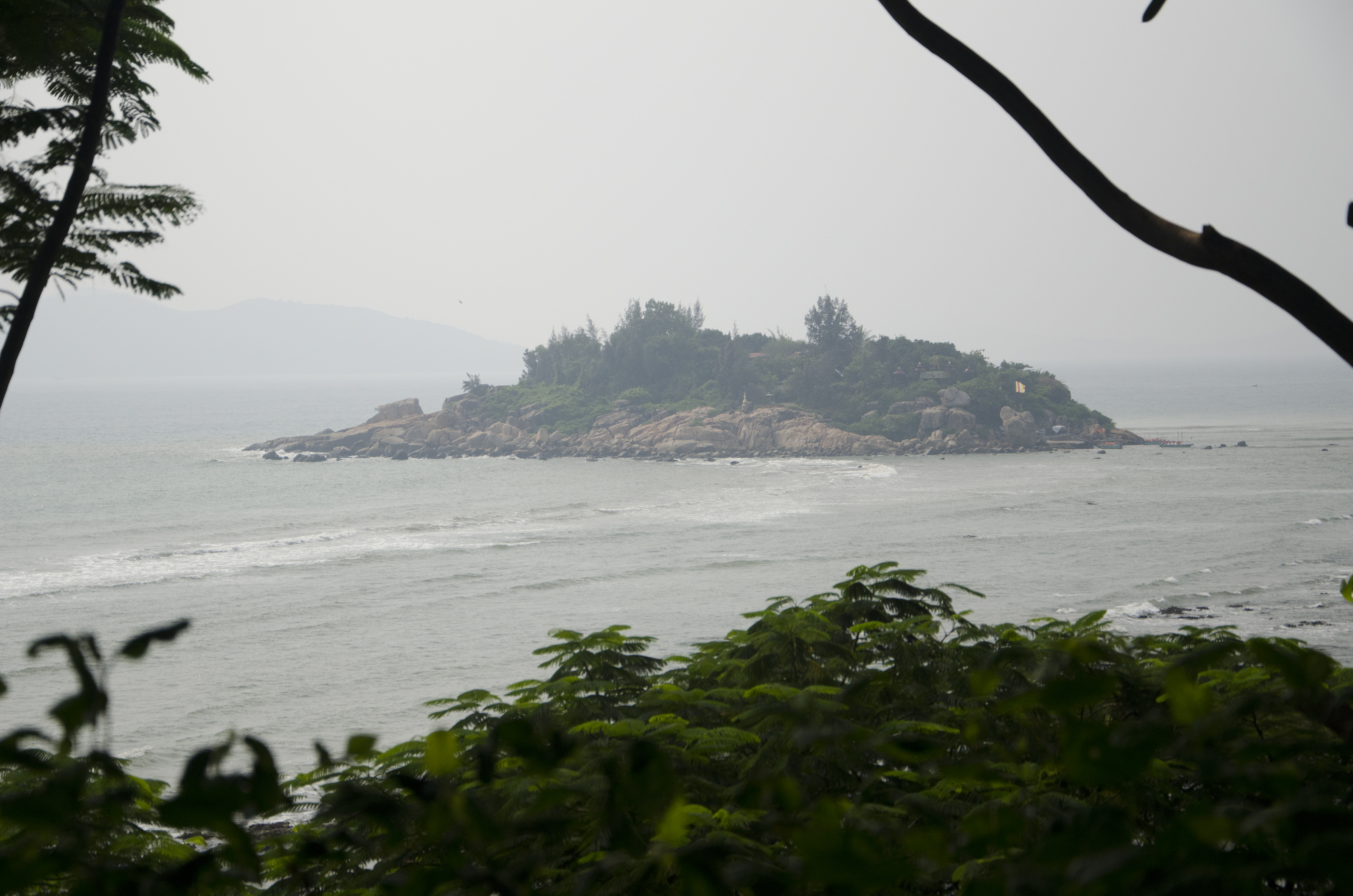
Hòn Đỏ, Nha Trang

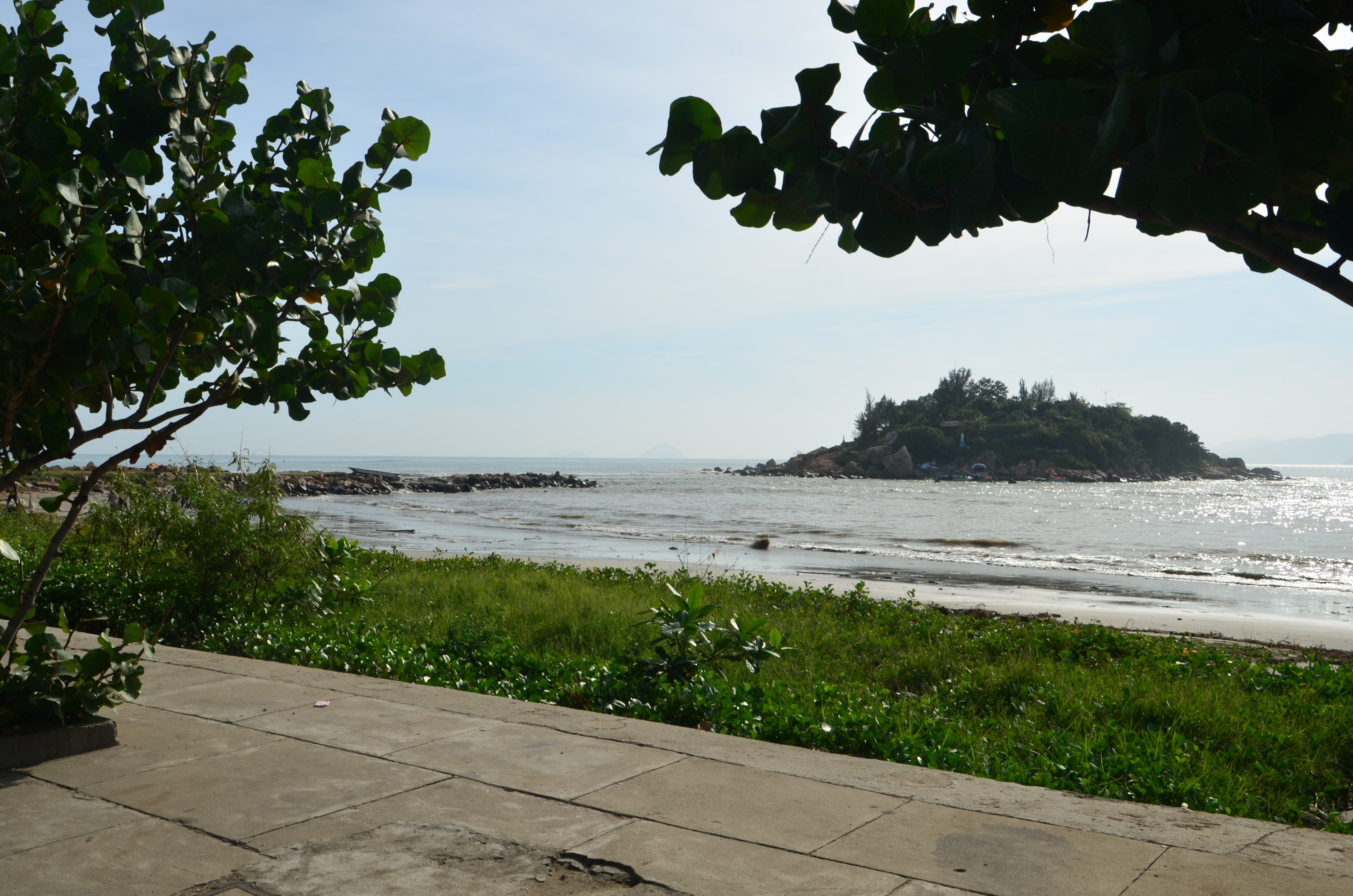
Lối ra đảo lởm chởm đá với một nửa ngập nước. Khi thủy triều rút, có thể đi bộ ra đảo bằng lối đi này.

Hòn Đỏ là một đảo nhỏ cách đất liền 500 m thuộc thành phố Nha Trang, Việt Nam. Trên đảo có một ngôi chùa duy nhất là chùa Từ Tôn được cấp phép xây dựng 900m2. Theo cáo buộc, những người sống ở chùa Từ Tôn đã có hành vi xâm phạm trái phép di tích Hòn Đỏ.